# HC Rondo Brno
HC Rondo Brno (celým názvem: Hockey Club Rondo Brno) byl český klub ledního hokeje, který sídlil v Brně v Jihomoravském kraji. V letech 1997/98, 1998/99 a 1999/00 byl účastníkem 2. národní hokejové ligy. V roce 1999 se klub s majitelem Komety Miroslavem Kučerou dohodl o spolupráci Kometou Brno. Rondo tak v sezóně 1999/00 působilo jako farmářský klub Komety. Zanikl v roce 2000 po převodu druholigové licence do jiného města.
Své domácí zápasy odehrával v hale Rondo s kapacitou 7 200 diváků.

## Přehled ligové účasti
Stručný přehled
Zdroj: 
- 1996–1997: Jihomoravský krajský přebor (4. ligová úroveň v České republice)
- 1997–2000: 2. liga – sk. Východ (3. ligová úroveň v České republice)

Jednotlivé ročníky
Zdroj: 
Legenda: ZČ - základní část, červené podbarvení - sestup, zelené podbarvení - postup, fialové podbarvení - reorganizace, změna skupiny či soutěže
| Česko (1996 – 2000) |                             |           |           |                                       |                              |
| Sezóny              | Soutěž                      | Úroveň    | ZČ        | Play-off, nadstavba, sk. o udržení... | Poznámky                     |
| 1996/97             | Jihomoravský krajský přebor | 4. úroveň | ?. místo  |                                       | Koupě licence od Ytongu Brno |
| 1997/98             | 2. liga – sk. Východ        | 3. úroveň | 6. místo  |                                       |                              |
| 1998/99             | 2. liga – sk. Východ        | 3. úroveň | 4. místo  | Čtvrtfinále                           |                              |
| 1999/00             | 2. liga – sk. Východ        | 3. úroveň | 10. místo |                                       | Převod licence do Břeclavi   |